# Тіїліге
Тіїліге (ест. Tiilige), також Тіїліке (ест. Tiilike) — село в Естонії, входить до складу волості Міссо, повіту Вирумаа.